# Ökostation Helmbrechts

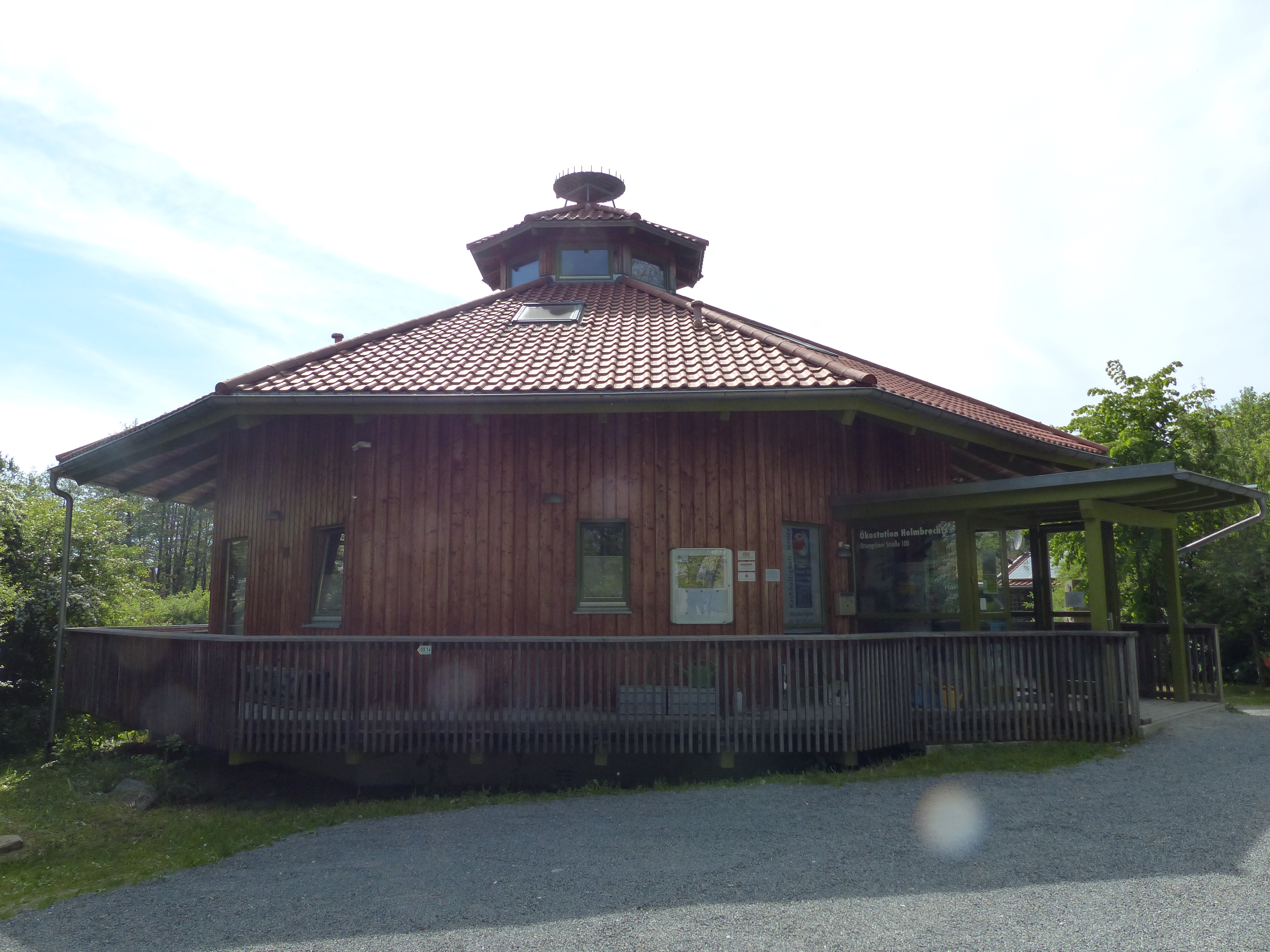
Tagungsgebäude der Ökostation

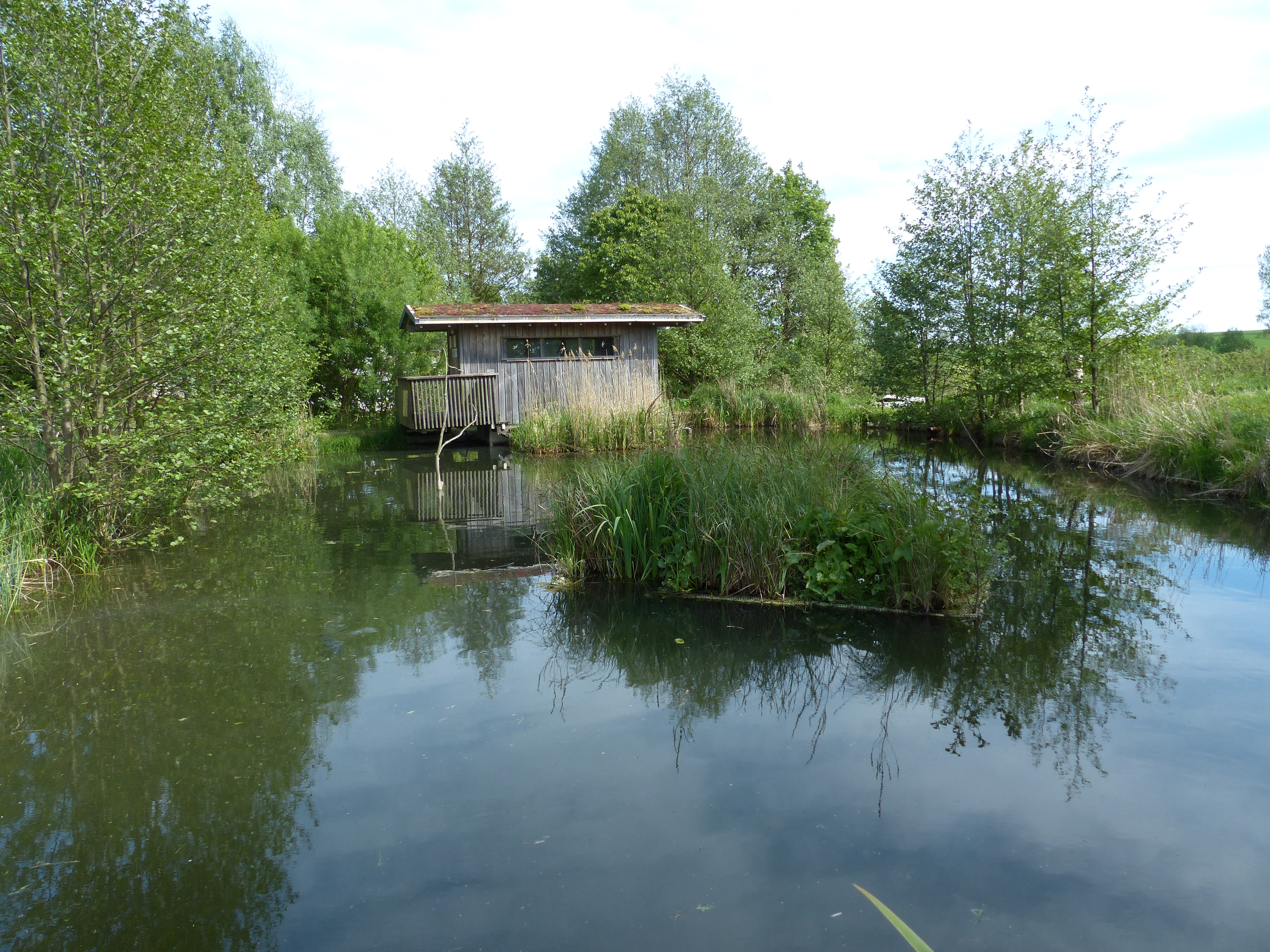
Teich mit Unterwasserstation

Die Ökostation Helmbrechts ist ein Umweltbildungszentrum des LBV im Helmbrechtser Stadtteil Ottengrün.
Die Ökostation wurde 2002 gegründet. Neben dem Tagungsgebäude befinden sich auf 13 Hektar Außengelände diverse Stationen und Naturräume, die der Umweltbildung dienen und für Kinder, Jugendliche und Erwachsene Betätigungsfelder bieten. Dazu gehören eine Unterwasserstation, die Beobachtungen von Fischen und anderen Teichbewohnern zulässt und der Spechtturm, der Nistgelegenheiten von Vögeln veranschaulicht. Das Gelände und die vom LBV im Landkreis Hof betreuten Flächen sind Lebensraum für seltene Tier- und Pflanzenarten, darunter die Schafsrasse der ostpreußischen Skudde und das Rebhuhn. Modellprojekt 2014 war es, Biodiversität, insbesondere von Zugvögeln, verständlich zu machen.